# Daniel Andrews
Daniel Michael Andrews (nascido em 6 de julho de 1972) é um político australiano que foi o 48º primeiro-ministro do estado australiano de Vitória, entre 2014 e 2023. Foi o líder do ramo vitoriano do Partido Trabalhista entre 2010 e 2023 e, de 2010 a 2014, foi o líder da oposição naquele estado. Andrews foi eleito membro da sede da Assembleia Legislativa de Mulgrave nas eleições de 2002 e serviu como secretário e ministro parlamentar nos governos trabalhistas de Bracks e Brumby. Em 29 de novembro de 2014, ele foi eleito primeiro-ministro de Vitória depois que o ALP venceu as eleições estaduais, derrotando o atual governo liberal. Renunciou ao cargo a 27 de setembro de 2023, tendo sido substituído por Jacinta Allan.